# Кристина Палмовска
Кристина Палмо̀вска (на полски: Krystyna Palmowska) е полска алпинистка и хималаистка, по образование електронен инженер, почетен член на Вископланински клуб (Варшава).
В своята кариера катери основно в тандем с Анна Червинска. Определяна като една от водещите фигури в световното женско високопланинско катерене за своето време.

## Биография
Кристина Палмовска е родена на 12 ноември 1948 година във Варшава. Започва да катери в Татрите. През 1978 година заедно с Червинска, Ванда Руткевич и Ирена Кенса осъществяват първо женско отборно изкачване в зимни условия на северната стена на Матерхорн в Алпите. На следващата година в тандем с Червинска изкачва по нов маршрут Ракапоши (7788 м) в Каракорум. През 1983 година катерейки в алпийски стил успява да достигне най-високата точка на осемхилядника Броуд Пик (8047). Това постижение я прави първата жена на върха. В 1985 година с Червинска и Руткевич осъществяват първо изцяло женско отборно изкачване на Нанга Парбат (8126).